# 냄새

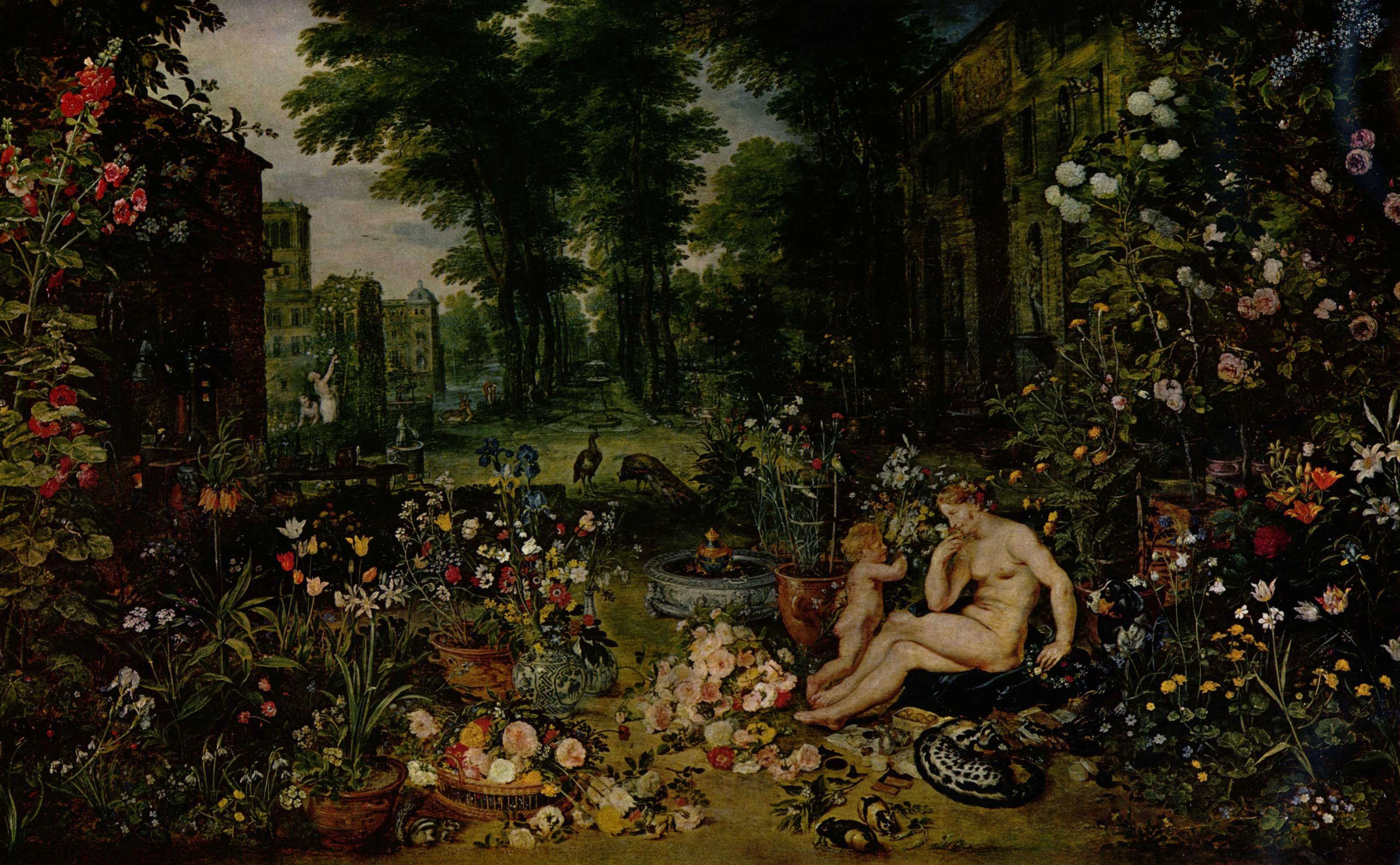
얀 브뤼헐 더 아우더의 "오감의 알레고리"(Allegory of the Senses) 중 《냄새》(Smell), 프라도 미술관

냄새는 인간과 많은 동물들이 후각계를 통해 인지할 수 있는 저농도로 일반적으로 발견되는 하나 이상의 휘발성 화합물에 의해 발생하는 향이다. 냄새는 좋고 불쾌한 냄새를 모두 지칭할 수 있지만, 향기, 아로마, 향료 등의 용어는 일반적으로 좋은 냄새에만 사용되며 꽃향기를 묘사하거나 향수를 지칭하기 위해 식품 및 화장품 산업에서 자주 사용된다. 여기서 악취는 황화수소, 메르캅탄류, 아민류, 기타 자극성 있는 기체류가 인간의 후각을 자극하여 주는 불쾌감, 혐오감을 주는 냄새로 정의된다.

## 용어
사전적 문맥으로는 코로 맡을 수 있는 기운을 뜻한다. 간단히 내라고도 하며, 향 등에서 나는 좋은 냄새는 향기(香氣), 향냄새(香- ), 방향(芳香), 향(香)이라고 하며, 불쾌함을 유발시키는 고약하거나 나쁜 냄새는 악취(惡臭)라고 부른다.
한국어에서 냄새는 사물이나 분위기에서 느껴지는 "낌새"를 의미할 수 있다.

## 냄새 생리학

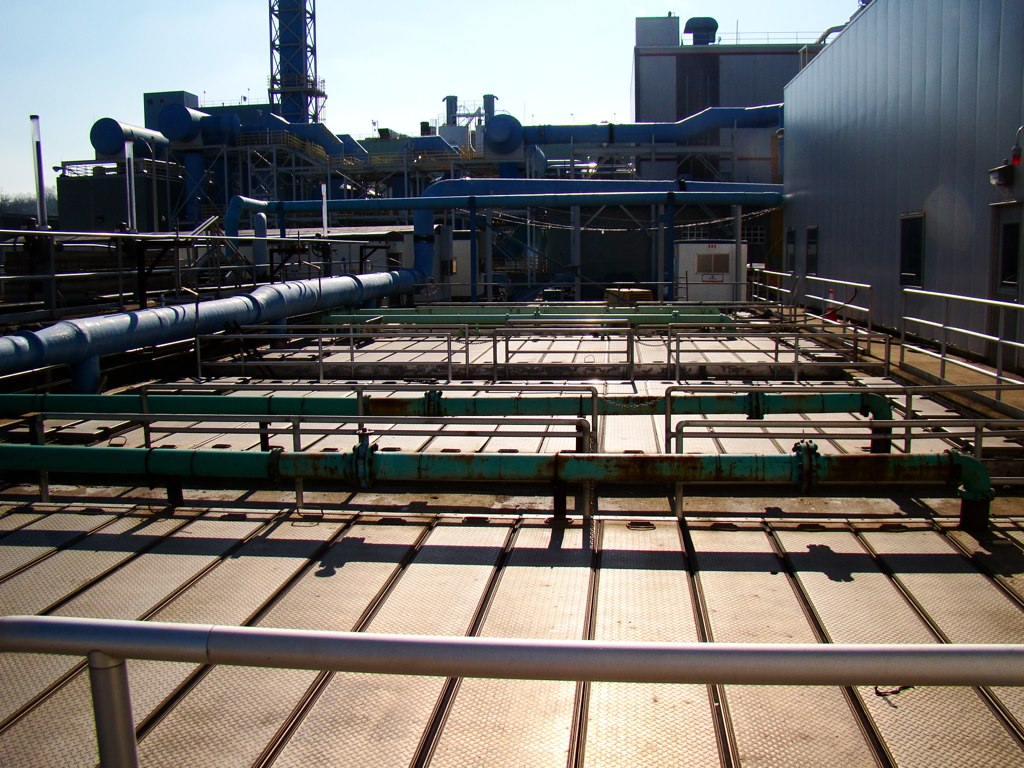
하폐수 처리 시설의 냄새 제어 덮개: 이 덮개 아래에서 폐수에서 모래와 자갈이 침전된다.

### 후각
냄새의 인지 또는 후각은 후각신경에 의해 매개된다. 후각 수용체(OR) 세포는 비강 뒤쪽에 있는 작은 조직 조각인 후각상피에 존재하는 신경 세포이다. 수백만 개의 후각 수용기 신경세포가 감각 신호 전달 세포 역할을 한다. 각 신경세포는 공기와 직접 접촉하는 섬모를 가지고 있다. 냄새 분자는 섬모에서 뻗어 나온 수용체 단백질에 결합하여 화학적 자극으로 작용하며, 축삭돌기를 따라 뇌로 이동하는 전기 신호를 시작한다.
전기 신호가 역치에 도달하면 뉴런이 발화하여 신호를 축삭을 따라 뇌의 변연계의 일부인 후각망울로 보낸다. 냄새의 해석은 거기에서 시작되어 냄새를 과거 경험과 흡입된 물질(들)과 관련시킨다. 후각망울은 코를 뇌의 후각 피질과 연결하는 중계국 역할을 한다. 후각 정보는 추가로 처리되어 중추 신경계(CNS)로 전달되며, 이는 감정과 행동뿐만 아니라 기본적인 사고 과정을 제어한다.
냄새 감각은 일반적으로 후각 수용체에 이용 가능한 농도(분자 수)에 따라 달라진다. 단일 방향제는 일반적으로 많은 수용체에 의해 인식된다. 다른 방향제는 수용체의 조합에 의해 인식된다. 뉴런 신호의 패턴은 냄새를 식별하는 데 도움이 된다. 후각계는 단일 화합물을 해석하는 것이 아니라 전체 냄새 혼합물을 해석한다. 이는 단일 구성 요소의 농도나 강도에 해당하지 않는다.
대부분의 냄새는 유기 화합물로 구성되지만, 황화 수소와 암모니아와 같이 탄소를 포함하지 않는 일부 단순 화합물도 방향제이다. 냄새 효과의 인지는 두 단계 과정이다. 첫째, 생리학적 부분이 있다. 이는 코의 수용체에 의한 자극의 감지이다. 자극은 후각을 담당하는 인간 뇌의 영역에 의해 인식된다. 이 때문에 냄새에 대한 객관적이고 분석적인 측정은 불가능하다. 냄새 느낌은 개인적인 지각이지만, 개별 반응은 일반적으로 관련되어 있다. 이는 젠더, 연령, 건강 상태, 개인적인 이력과 같은 것들과 관련된다.

### 연령 및 성별에 따른 후각 예민도
냄새를 식별하는 능력은 사람마다 다르며 나이가 들면서 감소한다. 연구에 따르면 냄새 식별 능력에는 성별 차이가 있으며, 여성이 일반적으로 남성보다 우수하다고 주장한다. 반대로, 일부 연구에서는 남성 우위를 주장하기도 한다. 2019년 메타분석에서는 후각의 차이가 극히 작지만 여성에게 약간의 이점이 있음을 확인했다.
임산부는 냄새에 대한 민감도가 증가하여 때로는 비정상적인 맛과 냄새 지각을 유발하여 식탐 또는 혐오감을 유발한다. 미각도 나이가 들면서 감소하는데, 후각이 미각을 지배하는 경향이 있기 때문이다. 만성적인 후각 문제는 20대 중반의 소수에게서 보고되며, 그 수는 꾸준히 증가하며, 전반적인 민감도는 20대부터 감소하기 시작하고, 특히 70세 이상이 되면 상당히 악화된다.

### 다른 동물과 비교한 후각 예민도

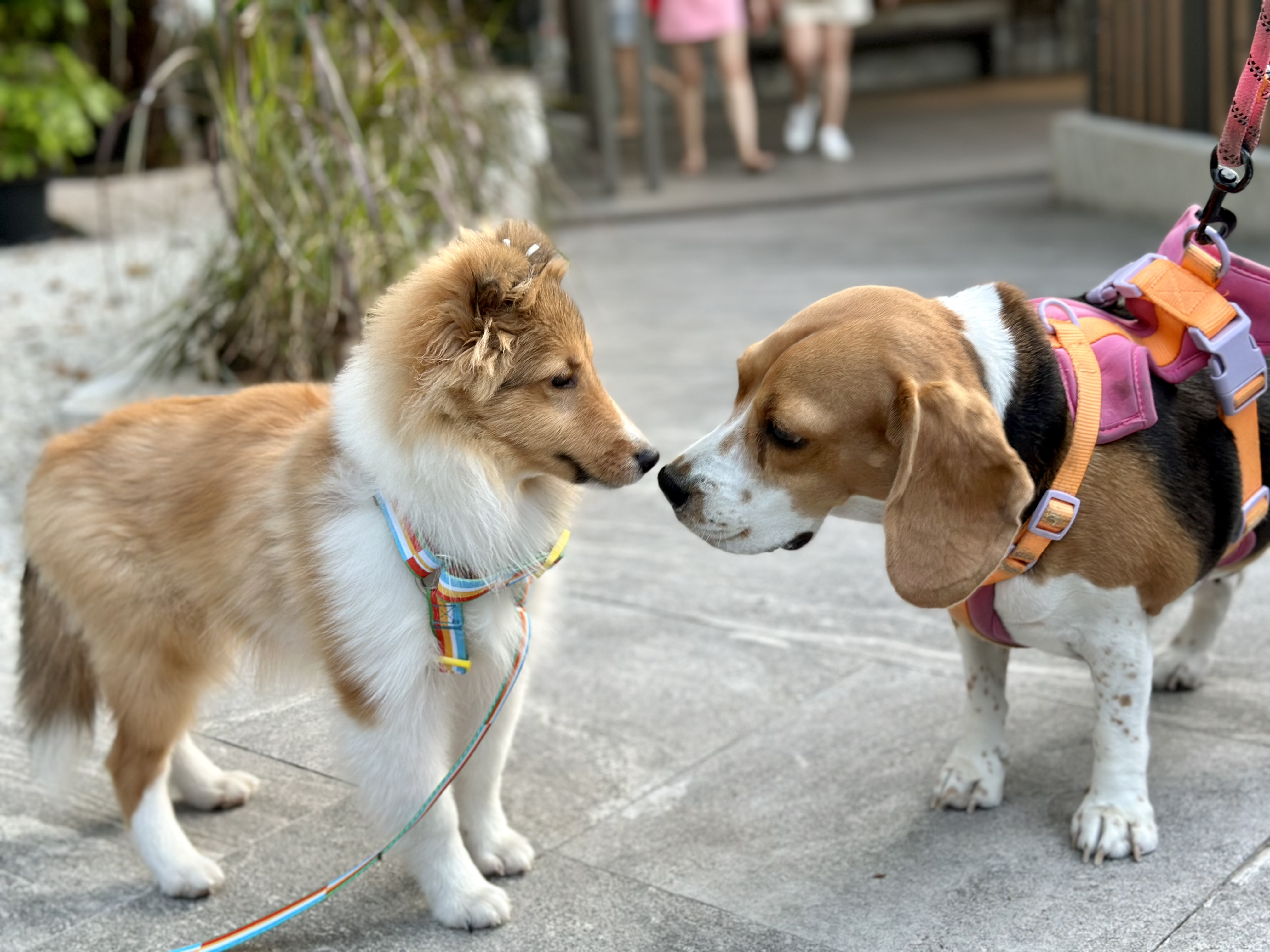
두 마리의 개가 서로의 냄새를 맡고 있다

대부분의 훈련받지 않은 개인에게 냄새 맡기 행위는 냄새의 특정 성분에 대한 정보를 거의 얻지 못한다. 그들의 냄새 인지는 주로 감정적 반응을 유발하는 정보를 제공한다. 그러나 향료 전문가와 조향사와 같은 숙련된 개인은 후각만 사용하여 복합 혼합물에서 개별 화학 물질을 식별할 수 있다.
냄새 인지는 주요 진화적 감각이다. 후각은 쾌감을 유발하거나 무의식적으로 위험을 경고할 수 있으며, 예를 들어 짝을 찾거나, 음식을 찾거나, 포식자를 감지하는 데 도움이 될 수 있다. 인간은 생쥐에서 발견되는 1,300개의 기능적 후각 수용체 유전자에 비해 350개만 가지고 있다는 점을 고려할 때 비정상적으로 좋은 후각을 가지고 있다. 이는 후각의 명백한 진화적 감소에도 불구하고 그렇다. 인간의 후각은 많은 동물과 비교할 수 있으며, 다양한 냄새를 구별할 수 있다. 연구에 따르면 인간은 1조 개에 달하는 독특한 향기를 구별할 수 있다고 보고되었다.

### 습관화 또는 적응
자신의 체취와 같이 익숙한 냄새는 흔하지 않은 냄새보다 덜 눈에 띈다. 이는 "습관화" 때문이다. 지속적인 냄새 노출 후 후각은 피로해지지만, 자극이 잠시 동안 제거되면 회복된다. 냄새는 환경 조건에 따라 달라질 수 있다. 예를 들어, 냄새는 시원하고 건조한 공기에서 더 잘 구별되는 경향이 있다.
습관화는 지속적인 노출 후 냄새를 구별하는 능력에 영향을 미친다. 냄새에 대한 민감성과 식별 능력은 노출에 따라 감소하며, 뇌는 지속적인 자극을 무시하고 특정 감각의 차이와 변화에 집중하는 경향이 있다. 방향제가 혼합되면 습관적인 방향제는 차단된다. 이는 혼합물 내 방향제의 강도에 따라 달라지며, 이는 냄새의 인지 및 처리를 변화시킬 수 있다. 이 과정은 유사한 냄새를 분류하고 복잡한 자극의 차이에 대한 민감도를 조절하는 데 도움이 된다.

### 유전적 구성 요소
수천 개의 후각 수용체에 대한 기본 유전자 서열은 12개 이상의 유기체 게놈에 대해 알려져 있다. 이들은 7회 나선형 막관통 단백질이다. 그러나 알려진 후각 수용체 구조는 없다. 모든 OR의 약 4분의 3에서 보존된 서열이 있다. 이는 3족 금속 이온 결합 부위이며, 서슬릭은 OR이 실제로 많은 방향제 분자의 결합을 위한 루이스 산 부위 역할을 하는 금속 단백질(아마도 아연, 구리, 망간 이온 포함)이라고 제안했다. 1978년 크랩트리는 Cu(I)가 강한 냄새를 풍기는 휘발성 물질의 "후각에서 금속수용체 부위의 가장 유력한 후보"라고 제안했다. 이들은 또한 티올과 같은 좋은 금속 배위 리간드이다. 2012년 주앙(Zhuang), 마쓰나미(Matsunami), 블록(Block)은 특정 쥐 OR인 MOR244-3의 특정 경우에 대한 크랩트리/서슬릭 제안을 확인했으며, 특정 티올 및 기타 황 함유 화합물의 감지에 구리가 필수적임을 보여주었다. 따라서 쥐 코의 구리에 결합하는 화학 물질을 사용하여 구리가 수용체에 사용될 수 없게 함으로써, 저자들은 쥐가 구리 없이는 티올을 감지할 수 없음을 보여주었다. 그러나 이 저자들은 또한 MOR244-3이 서슬릭이 제안한 특정 금속 이온 결합 부위가 부족하며, 대신 EC2 도메인에서 다른 모티프를 보여주었다는 것을 발견했다.

### 진화적 영향
고든 셰퍼드는 후각의 비강 경로(종종 음식으로 입안을 통해 후각 점막으로 도입되는 방향제)가 인간의 후각 예민도 발달에 부분적으로 책임이 있다고 제안했다. 그는 식량원의 다양화와 음식 준비의 복잡성 증가로 인한 진화적 압력이 인간에게 더 넓은 범위의 방향제를 제공하여 궁극적으로 "더 풍부한 냄새 레퍼토리"로 이어졌다고 제안했다. 개와 같은 동물은 인간보다 냄새에 대한 감각이 더 예민하며, 특히 짧은 사슬 화합물을 사용하는 연구에서 그렇다. 더 높은 인지 뇌 메커니즘과 더 많은 후각 뇌 영역은 인간이 더 적은 후각 수용체 유전자에도 불구하고 다른 포유류보다 냄새를 더 잘 구별할 수 있게 한다.

## 측정 기술

### 농도
냄새 농도는 냄새의 확산성을 나타낸다. 냄새 감각을 측정하기 위해 냄새는 탐지 또는 인식 역치까지 희석된다. 탐지 역치는 인구의 50%가 냄새나는 샘플과 냄새 없는 참조 샘플을 구별할 수 있는 공기 중 냄새의 농도이다. 인식 냄새 역치는 일반적으로 탐지 역치보다 2배에서 5배 더 높다.
냄새 농도 측정은 냄새를 정량화하는 가장 널리 사용되는 방법이다. 이는 CEN EN 13725:2003에 표준화되어 있다. 이 방법은 냄새 샘플을 냄새 역치까지 희석하는 것을 기반으로 한다. 냄새 농도의 수치 값은 냄새 역치에 도달하는 데 필요한 희석 계수와 같다. 단위는 "유럽 냄새 단위", OUE이다. 따라서 냄새 역치에서의 냄새 농도는 정의에 따라 1 OUE이다.

### 후각계
냄새 농도를 확립하기 위해 인간 패널리스트 그룹을 사용하는 후각계가 사용된다. 희석된 냄새 혼합물과 냄새 없는 가스인 N-부탄올이 참조로 스니핑 포트에서 냄새 감지에 민감한 패널리스트 그룹에 제시된다. 냄새 샘플을 수집하기 위해 샘플은 냄새 없는 재료(예: 테플론)로 만든 특수 샘플 백을 사용하여 수집된다. 냄새 샘플을 수집하는 가장 널리 사용되는 기술은 샘플 백이 밀폐된 드럼에 놓여 백 외부에서 진공이 생성되고 백이 팽창하여 소스에서 샘플을 흡입하는 폐 기술이다. 중요한 것은 냄새 샘플에 닿는 모든 구성 요소는 라인 및 피팅을 포함하여 냄새가 없어야 한다는 것이다.
각 포트에서 방출되는 냄새를 비교할 때, 패널리스트는 포트 간의 차이를 감지할 수 있는지 보고하도록 요청받는다. 그런 다음 가스 희석 비율은 1.4 또는 2배 감소한다(즉, 농도는 그에 따라 증가한다). 패널리스트는 테스트를 반복하도록 요청받는다. 이는 패널리스트가 연속으로 두 번 확실하고 정확하게 응답할 때까지 계속된다. 이러한 응답은 유럽 냄새 단위(OUE/m3, 여기서 1 OUE/m3≡40 ppb/v n-부탄올)로 냄새의 농도를 계산하는 데 사용된다.
인간은 농도가 7% 정도만 다른 두 가지 방향제를 구별할 수 있다. 인간의 냄새 감지 역치는 가변적이다. 방향제에 반복적으로 노출되면 후각 민감도가 향상되고 여러 다른 방향제에 대한 감지 역치가 감소한다. 한 연구에서는 안드로스테논 냄새를 감지할 수 없었던 사람들이 반복 노출 후 이를 감지하는 능력을 개발했다는 사실이 밝혀졌다. 냄새를 맡을 수 없는 사람들은 무후각증이라고 불린다.
샘플링 시 극복해야 할 여러 가지 문제가 있는데, 다음과 같다:
1. 소스가 진공 상태인 경우
2. 소스가 고온인 경우
3. 소스의 습도가 높은 경우

온도 및 습도와 같은 문제는 사전 희석 또는 동적 희석 기술을 사용하여 가장 잘 극복된다.

### 기타 분석 방법
다른 분석 방법은 물리적, 기체 크로마토그래피적, 화학감각 방법으로 세분화될 수 있다.
냄새를 측정할 때, 배출 측정과 수용 측정 사이에 차이가 있다. 배출 측정은 후각계를 사용하여 냄새 샘플을 희석하는 후각계로 수행할 수 있다. 후각계는 낮은 냄새 농도로 인해 수용 측정에 거의 사용되지 않는다. 동일한 측정 원리가 사용되지만 공기 분석의 판단은 샘플을 희석하지 않고 이루어진다.
냄새 측정은 냄새 규제 및 제어에 필수적이다.
냄새 배출은 종종 많은 악취 화합물의 복합 혼합물로 구성된다. 이러한 냄새에 존재하는 개별 화학 화합물을 분석적으로 모니터링하는 것은 일반적으로 실용적이지 않다. 결과적으로, 기기적 방법 대신 냄새 감각적 방법이 일반적으로 이러한 냄새를 측정하는 데 사용된다. 냄새 감각적 방법은 소스 배출과 주변 공기 모두에서 냄새를 모니터링하는 데 사용할 수 있다. 이 두 가지 맥락은 냄새 측정에 다른 접근 방식을 요구한다. 냄새 샘플 수집은 주변 공기의 냄새보다 소스 배출에 대해 더 쉽게 달성된다.
휴대용 현장 후각계를 사용한 현장 측정은 더 효과적으로 보일 수 있지만, 후각계 사용은 유럽에서 규제되지 않는 반면, 미국과 캐나다에서는 인기 있는 곳이다. 몇몇 주에서는 수용체 지점 또는 냄새 배출 공장 주변에서 희석-역치(D/T) 단위로 표현된 한계를 설정한다.

### 강도
냄새 강도는 지각된 냄새 감각의 강도를 나타낸다. 이 강도 특성은 냄새의 원인을 찾는 데 사용되며 아마도 냄새 피해와 가장 직접적으로 관련되어 있다.
냄새의 인지된 강도는 농도와 함께 측정되며, 베버-페흐너 법칙을 사용하여 수학적으로 모델링할 수 있다: I = a × log(c) + b, 여기서:
- I는 부탄올 스케일에서 주어진 희석 단계에서의 지각된 심리적 강도를 나타낸다.
- a는 베버-페흐너 계수이다.
- C는 화학 농도이다.
- b는 절편 상수이다(정의에 따라 0.5).[33]

냄새 강도는 냄새 강도 스케일을 사용하여 표현할 수 있으며, 이는 숫자 값이 할당된 냄새 감각에 대한 언어적 설명이다.
냄새 강도는 강도에 따라 다음 범주로 나눌 수 있다:
0 – 냄새 없음
1 – 매우 약함 (냄새 역치)
2 – 약함
3 – 뚜렷함
4 – 강함
5 – 매우 강함
6 – 참을 수 없음
냄새 강도는 강도를 정확하게 정의하도록 훈련된 전문가에 의해 실험실에서 결정된다.

### 쾌감도 평가
쾌락 평가는 극도로 불쾌한 것부터 극도로 즐거운 것까지의 척도에 따라 냄새를 평가하는 과정이다. 강도와 쾌감도는 유사하지만 다른 것을 의미한다. 즉, 냄새의 강도(강도)와 냄새의 쾌적도(쾌감도)이다. 냄새에 대한 인식은 농도, 강도, 시간, 빈도 또는 특정 냄새에 대한 이전 경험의 증가에 따라 즐거운 것에서 불쾌한 것으로 변할 수 있다. 이 모든 요소는 반응을 결정하는 요인이다.

### FIDOL 요인
전반적인 특성 세트는 때때로 "FIDOL (빈도, 강도, 지속 시간, 불쾌감, 위치) 요인"으로 식별된다.
냄새의 특성은 냄새를 평가하는 데 중요한 요소이다. 이 속성은 다른 냄새를 구별하는 능력이며 오직 설명적이다. 첫째, 달콤함, 자극적임, 매움, 향기로움, 따뜻함, 건조함, 시큼함과 같은 기본 설명이 사용된다. 그런 다음 냄새는 하수 또는 사과와 같은 출처와 관련되며, 그 다음에는 산 또는 휘발유와 같은 특정 화학 물질과 관련될 수 있다.
가장 일반적으로 "향기로운" 것부터 "하수 냄새"에 이르는 일련의 표준 설명자가 사용된다. 이 방법은 비교적 간단하지만, FIDOL 요인이 냄새를 평가하는 사람에게 이해되는 것이 중요하다. 이 방법은 일반적으로 냄새의 특성을 정의하는 데 사용되며, 이는 다른 냄새와 비교할 수 있다. 후각 연구실에서 샘플 분석 후 특성을 추가 요소로 보고하는 것이 일반적이다.

#### 분류
주요 냄새에 대한 다양한 분류가 제안되었으며, 다음을 포함하여 7가지 주요 냄새를 식별한다.
1. 사향 – 향수
2. 부패 – 썩은 계란
3. 자극적 – 식초
4. 장뇌향 – 좀약
5. 에테르성 – 드라이클리닝 용액
6. 꽃향 – 장미 (참조 꽃향기)
7. 페퍼민트 – 민트 껌

그러나 주요 냄새의 개념은 보편적으로 받아들여지지 않는다.

### 해석적 분산 모델링
많은 국가에서 냄새 모델링은 냄새 원인의 영향 범위를 결정하는 데 사용된다. 이는 모델링된 농도, 평균 시간(모델 단계가 실행되는 기간, 일반적으로 시간당), 그리고 백분위수의 함수이다. 백분위수는 평균 기간을 기준으로 농도 C가 연간 몇 시간 동안 초과될 수 있는지에 대한 통계적 표현을 나타낸다.

### 면적 소스 샘플링
냄새 샘플링 기술은 크게 직접 및 간접 냄새 샘플링 기술로 나뉜다.

#### 직접 샘플링
직접 샘플링은 배출 표면 위 또는 내부에 인클로저를 배치하여 샘플을 수집하고 냄새 배출량을 결정하는 것을 의미한다.
가장 일반적으로 사용되는 직접적인 방법에는 플럭스 챔버와 뉴사우스웨일스 대학교(UNSW)의 풍동과 같은 풍동이 있다. 다른 많은 기술이 있으며, 적절한 방법을 선택하기 전에 여러 요인을 고려해야 한다.
이 방법과 관련된 출처는 수직 속도 구성 요소를 가진 나무껍질 침대 생물 필터와 같은 출처이다. 이러한 출처의 경우 가장 적절한 방법을 고려해야 한다. 일반적으로 사용되는 기술은 배출 표면에서 냄새 농도를 측정하고 이를 생물 필터로 유입되는 공기의 부피 유량과 결합하여 배출량을 산출하는 것이다.

#### 간접 샘플링
간접 샘플링은 종종 역계산으로 불린다. 이는 배출량을 예측하기 위해 수학적 공식을 사용하는 것을 포함한다.
많은 방법이 사용되지만, 모두 표면 거칠기, 상류 및 하류 농도, 안정성 등급(또는 기타 유사 요인), 풍속, 풍향을 포함하는 동일한 입력을 사용한다.

## 건강 위험
인간의 후각은 편안함의 감각에서 중요한 요소이다. 감각 시스템으로서 후각은 공기 중 화학 물질의 존재를 인식하게 한다. 흡입된 일부 화학 물질은 휘발성 화합물로, 코, 눈, 목 자극과 같은 원치 않는 반응을 유발하는 자극제로 작용한다. 냄새 및 자극의 인식은 각 사람에게 고유하며, 신체 상태 또는 유사한 화학 물질에 대한 과거 노출의 기억 때문에 달라진다. 냄새가 불쾌감을 유발하기 전의 개인의 특정 역치는 냄새의 빈도, 농도 및 지속 시간에도 따라 달라진다.
냄새 감각으로 인한 자극 인지는 휘발성 화학 물질에 대한 노출이 감각 및 생리적 신호에 따라 다른 반응을 유발하고, 이러한 신호의 해석이 경험, 기대, 성격 또는 상황적 요인에 의해 영향을 받기 때문에 조사하기 어렵다. 휘발성 유기 화합물(VOC)은 신선한 공기의 제한된 침투로 인해 실내 환경에서 더 높은 농도를 가질 수 있으며, 이는 다양한 화학 화합물로부터 독성 건강 노출의 더 큰 잠재력으로 이어진다. 냄새의 건강 영향은 냄새 감각 또는 방향제 자체로 거슬러 올라간다. 건강 영향과 증상은 다양하며, 눈, 코 또는 목 자극, 기침, 흉부 압박감, 졸음, 기분 변화를 포함하며, 이 모든 것은 냄새가 멈추면 감소한다. 냄새는 또한 천식, 우울증, 스트레스 유발 질병 또는 과민증과 같은 질병을 유발할 수 있다. 작업을 수행하는 능력이 감소할 수 있으며, 다른 사회적/행동적 변화가 발생할 수 있다.
거주자는 집중을 방해하고 생산성을 저하시키며 증상을 유발하고 일반적으로 특정 환경에 대한 불쾌감을 증가시키는 방해적이고 예상치 못한 냄새로부터의 개선을 기대해야 한다. 작업자의 건강과 안전뿐만 아니라 편안함을 보장하기 위해 직업 노출 한계(OEL)를 설정하는 것이 중요하다. 화학 물질에 대한 노출은 상기도에서 생리적 및 생화학적 변화를 유발할 수 있기 때문이다. 노출이 보고되지 않고 측정하기도 어려울 수 있을 때 표준을 설정하기 어렵다. 작업자 집단은 노출 이력 또는 습관화로 인해 냄새로 인한 불편함 측면에서 다양하며, 특정 냄새를 생성하는 화학 물질에 대한 노출의 잠재적 위험을 인식하지 못할 수 있다.

## 종류
향수와 꽃에서 나는 냄새와 같이 일부 냄새는 탐색 대상이 되며, 일부는 고가에 팔린다. 데오도란트와 같이 불쾌한 냄새를 제거하거나 감추는 제품을 중심으로 산업이 발전했다.
냄새 분자는 감정 반응을 담당하는 뇌 영역인 변연계에 메시지를 전달한다. 일부는 이러한 메시지가 기분을 바꾸고, 멀리 있는 기억을 떠올리게 하고, 기운을 북돋아 주며, 자신감을 높이는 힘이 있다고 믿는다. 이러한 믿음은 "아로마테라피"로 이어졌는데, 향기가 광범위한 심리적 및 신체적 문제를 치료한다고 주장된다. 아로마테라피는 향기가 수면, 스트레스, 각성, 사회적 상호 작용 및 전반적인 행복감에 긍정적인 영향을 미칠 수 있다고 주장한다. 아로마테라피의 효과에 대한 증거는 대부분 사례 증거이며, 그 주장을 입증할 통제된 과학 연구는 부족하다.
일부 사람들은 향수, 향기 나는 샴푸, 향기 나는 데오도란트 또는 유사 제품에 함유된 향료에 알레르기가 있다. 다른 화학 물질 알레르기와 마찬가지로 반응은 경미한 두통부터 아나필락시스 쇼크까지 다양하며, 이는 사망에 이를 수도 있다.
불쾌한 냄새는 자연에서 다양한 역할을 하며, 종종 위험을 경고하지만, 냄새를 맡는 대상이 이를 알지 못할 수도 있다. 천연가스 산업은 소비자가 누출을 식별할 수 있도록 냄새를 사용한다. 천연가스는 본래 상태에서는 무색이며 거의 냄새가 없다. 사용자가 누출을 감지할 수 있도록 썩은 계란 냄새가 나는 부취제인 삼차뷰틸싸이올(tert-Butylthiol)이 첨가된다. 때로는 관련 화합물인 테트라하이드로싸이오펜이 혼합물에 사용될 수도 있다.
어떤 사람이나 문화권에서 불쾌하게 여겨지는 냄새는 더 익숙하거나 더 좋은 평판을 가지고 있는 다른 사람이나 문화권에서는 매력적으로 여겨질 수 있다. 일반적으로 불쾌한 체취를 풍기는 사람들은 다른 사람들에게 매력적이지 않다고 생각된다. 그러나 연구에 따르면 특정 불쾌한 냄새에 노출된 사람은 동일한 불쾌한 냄새에 노출된 다른 사람에게 매력을 느낄 수 있다. 여기에는 오염과 관련된 냄새도 포함된다.
어떤 물질이 불쾌한 냄새를 풍기는 원인은 사람들이 인지하는 것과 다를 수 있다. 예를 들어, 땀은 종종 불쾌한 냄새를 풍기는 것으로 여겨지지만, 실제로는 냄새가 없다. 땀 속의 박테리아가 냄새를 유발하는 원인이다.
불쾌한 냄새는 특정 산업 공정에서 발생할 수 있으며, 작업자뿐만 아니라 심지어는 풍하 지역 주민에게도 악영향을 미칠 수 있다. 산업 냄새의 가장 흔한 원인은 하폐수 처리 시설, 정련 시설, 동물 렌더링 공장, 그리고 냄새 특성을 가진 화학 물질(예: 황)을 처리하는 산업에서 발생한다. 때때로 산업 냄새 원인은 지역 사회 논란과 과학적 분석의 대상이 된다.
체취는 동물과 인간 모두에게 존재하며 그 강도는 많은 요인(행동 양식, 생존 전략)에 영향을 받을 수 있다. 체취는 동물과 인간 모두에서 강한 유전적 기반을 가지고 있지만, 다양한 질병과 심리적 상태에도 강하게 영향을 받을 수 있다.

### 연구
냄새 연구는 성장하는 분야이지만 복잡하고 어려운 분야이다. 인간의 후각계는 극히 미량의 공기 중 화학 물질 농도만으로도 수천 가지 냄새를 감지할 수 있다. 많은 동물의 후각은 훨씬 더 좋다. 일부 향기로운 꽃은 바람을 타고 이동하는 냄새 기둥을 내뿜는데, 이는 1킬로미터 이상 떨어진 꿀벌류에게도 감지될 수 있다.
냄새 연구는 냄새 감각이 발생하는 순간의 복잡한 화학 반응으로 인해 복잡하다. 예를 들어, 철을 함유한 금속 물체는 만졌을 때 독특한 냄새를 풍기는 것으로 인식되지만, 철의 증기 압력은 무시할 수 있을 정도이다. 2006년 연구에 따르면, 이 냄새는 땀으로 매개되는 철의 부식으로 인해 형성되는 철 이온과 접촉했을 때 인간 피부에서 방출되는 알데하이드(예: 노날) 및 케톤: 1-옥텐-3-온)의 결과이다. 동일한 화학 물질은 혈액 냄새와도 관련이 있는데, 피부의 혈액에 있는 철은 동일한 반응을 유발하기 때문이다.

### 페로몬
페로몬은 의사소통에 사용되는 냄새이며, 때로는 "공기 중 호르몬"이라고 불린다. 암컷 나방은 수 킬로미터 떨어진 수컷 나방을 유혹할 수 있는 페로몬을 방출할 수 있다. 꿀벌 여왕은 끊임없이 벌집의 활동을 조절하는 페로몬을 방출한다. 일벌은 벌떼가 새로운 거처로 이동할 때 다른 벌들을 적절한 빈 공간으로 부르거나, 벌집이 위협받을 때 경보를 "울리기" 위해 그러한 냄새를 방출할 수 있다.

### 첨단 기술
대부분의 인공 또는 전자 코 기기는 비특이적 화학 센서 배열의 출력을 결합하여 지역 환경의 휘발성 화학 물질의 특징을 생성한다. 대부분의 전자 코는 사용 전에 관심 화학 물질을 인식하도록 "훈련"되어야 한다. 많은 현재 전자 코 기기는 다양한 주변 온도와 습도에 따라 재현성 문제로 어려움을 겪는다. 이러한 유형의 기술의 예로는 색 변화를 통해 냄새를 시각화하고 냄새의 "그림"을 생성하는 색도 센서 배열이 있다.

## 행동 단서
냄새 인지는 중추 신경계를 포함하는 복잡한 과정이며 심리적, 생리적 반응을 유발할 수 있다. 후각 신호는 편도체 내부 또는 근처에서 종결되기 때문에 냄새는 기억과 강하게 연결되어 감정을 불러일으킬 수 있다. 편도체는 후각 자극의 쾌감 또는 감정 처리에 참여한다. 냄새는 우리의 집중력을 방해하고 생산성을 저하시키며 증상을 유발하고 일반적으로 환경에 대한 싫어함을 증가시킬 수 있다. 냄새는 컨디셔닝의 한 형태로 사람, 장소, 음식 또는 제품에 대한 호감을 영향을 미칠 수 있다. 냄새에 의해 회상되는 기억은 시각적 또는 청각적으로 제시된 동일한 단서에 의해 회상되는 기억보다 훨씬 더 감정적이고 자극적이다. 냄새는 경험적 상태에 조건화될 수 있으며, 나중에 접했을 때 행동에 방향적인 영향을 미친다. 향기 나는 방에서 좌절감을 주는 작업을 수행하면 동일한 냄새가 있는 상황에서 다른 인지 작업의 수행이 저하된다. 비인간 동물은 체취의 변화를 통해 감정 상태를 전달하며, 인간의 체취는 감정 상태를 나타낸다.
인간의 체취는 대인 관계에 영향을 미치고 영아의 부모 애착이나 성인의 배우자 선택과 같은 적응 행동과 관련이 있다. "어머니는 자기 자녀의 냄새를 구별할 수 있고, 영아는 어머니의 체취를 다른 여성의 체취보다 인식하고 선호한다. 이러한 모성 냄새는 영아를 가슴으로 안내하고 진정 효과를 주는 것으로 보인다." 체취는 영아-어머니 애착 발달에 관여하며, 아동의 사회적, 정서적 발달에 필수적이고 안정감을 유발한다. 친숙한 부모의 체취로 인해 생성되는 안도감은 애착 과정에 크게 기여할 수 있다. 인간의 체취는 배우자 선택에도 영향을 미칠 수 있다. 향기는 성적 매력을 높이고 성적 흥분을 유도하는 데 일반적으로 사용된다. 연구자들은 사람들이 자신의 체취와 잘 어울리는 향수를 선택한다는 사실을 발견했다.
체취는 면역 건강의 신호이므로 인간의 배우자 선택에 중요한 감각 단서이다. 여성은 특히 배란 기간 동안 자신과 다른 주조직 적합성 복합체(MHC) 유전자형과 냄새를 가진 남성을 선호한다. 다른 MHC 대립유전자는 질병 보호를 최대화하고 자손의 열성 돌연변이를 최소화하기 때문에 유리하다. 생물학적으로 여성은 "자손 생존을 가장 잘 보장하여 자신의 유전적 기여가 번식적으로 실행 가능할 가능성을 높이는" 배우자를 선택하는 경향이 있다.
연구에 따르면 사람들은 면역 체계와 관련된 냄새 단서를 사용하여 배우자를 선택할 수 있다고 한다. 스웨덴 연구자들은 뇌 영상 기술을 사용하여 동성애자와 이성애자 남성의 뇌가 성적 흥분과 관련될 수 있는 두 가지 냄새에 다르게 반응하며, 동성애자 남성은 이성애자 여성과 같은 방식으로 반응하지만, 이것이 원인인지 결과인지는 결정할 수 없었다. 이 연구는 레즈비언 여성을 포함하도록 확장되었으며, 결과는 레즈비언 여성이 남성 식별 냄새에 덜 반응하는 반면, 여성 단서에 대한 반응은 이성애자 남성과 유사하다는 이전 연구 결과와 일치했다. 연구자들에 따르면, 이 연구는 성적 지향의 생물학적 기초에 인간 페로몬의 가능한 역할을 시사한다.
냄새는 멀리 있는 기억을 떠올리게 할 수 있다. 냄새와 관련된 대부분의 기억은 인생의 첫 10년에서 비롯되는 반면, 언어적 및 시각적 기억은 일반적으로 10대에서 30대 사이에 발생한다. 냄새로 촉발된 기억은 다른 단서로 촉발된 기억보다 더 감정적이고 시간을 되돌리는 강한 느낌과 관련되어 있으며, 덜 자주 떠올려진다.

### 디자인에서의 활용
후각은 제품 마케팅의 한 방법으로 간과되지 않는다. 향기의 의도적이고 통제된 적용은 디자이너, 과학자, 예술가, 조향사, 건축가, 요리사에 의해 사용된다. 환경에서 향기의 일부 응용 분야는 카지노, 호텔, 개인 클럽 및 신차에서 발견된다. 예를 들어, "뉴욕시의 슬론 케터링 암 센터의 기술자들은 환자들이 MRI 검사의 밀실공포증 효과에 대처할 수 있도록 바닐라 향이 나는 오일을 공기 중에 분산시킨다. 시카고 무역 위원회에서는 거래장의 소음 수준을 낮추기 위해 향기를 사용한다."
제품에 성분이 기재되어 있다면 "향료"라는 용어가 일반적인 의미로 사용될 수 있다.

## 향기 선호도

### 향수가 성적 매력에 미치는 영향
남성과 여성 모두 이성 또는 동성에게 자신의 성적 매력을 높이기 위해 향수를 사용한다. 특정 향수나 애프터셰이브가 긍정적으로 인식된다는 것을 알게 되면 바꾸기가 어려울 수 있다. 후각 의사소통은 인간에게 자연스러운 것이다. 향수나 애프터셰이브가 없으면 인간은 무의식적으로 사람들의 자연적인 향, 즉 페로몬을 감지한다. 페로몬은 보통 무의식적으로 감지되며, 인간의 사회적 및 성적 행동에 중요한 영향을 미친다고 믿어진다. 인간이 향수나 애프터셰이브를 사용하는 이유와 그것이 자연적인 향을 증폭시키는지 또는 감소시키는지에 대한 여러 가지 가설이 있다.
2001년, 한 연구에서 주조직 적합성 복합체(MHC)(인간의 면역 기능에 중요한 다형성 유전자 세트)가 향수 성분과 상관 관계가 있음을 발견했다. 이는 인간이 실제로 자신의 자연적인 향(페로몬)을 보완하거나 강화하는 향수를 선택한다는 것을 시사한다. 이 증거는 향수가 개인이 자신의 신체 건강을 알리는 수단으로 선택된다는 가설을 지지한다. 연구에 따르면 이러한 건강 광고는 실제로 여성의 이성에 대한 매력을 높일 것이며, 건강 지표가 그렇게 하는 것으로 나타났다. 향수를 착용하는 것이 여성의 남성에 대한 매력을 높인다는 가설을 뒷받침하는 강력한 증거가 발견되었지만, 향기가 남성의 여성에 대한 매력에 미치는 영향에 대한 연구는 거의 이루어지지 않았다. 남성의 자연적인 냄새와 여성의 매력 평가에 미치는 영향에 대한 연구는 훨씬 더 많이 이루어졌다. 많은 연구에서 여성 평가자가 어떤 형태의 피임약을 복용하지 않았을 때 냄새가 매력을 예측한다는 것을 발견했다. 피임약을 복용한 경우에는 매력과 체취 사이에 관련이 없었다.
사람의 냄새는 매력도 평가를 높이거나 낮출 수 있는데, 뇌의 후각 수용체가 감정과 가장 관련이 깊다고 생각되는 뇌의 변연계와 직접 연결되어 있기 때문이다. 이 연결은 중요하다. 개인이 잠재적인 짝과 긍정적인 정서적 영향(페로몬에 의해 유발됨)을 연관시키면, 그 잠재적인 짝에 대한 호감과 매력이 증가할 것이기 때문이다. 전형적인 진화론적 가설은 아니지만, 이 가설은 인간이 현대 사회 규범에 맞춰 짝짓기 전략을 어떻게 적용했는지를 인정하는 가설이다.

### 주조직 적합성 복합체(MHC)와 체취 선호도
주조직 적합성 복합체(MHC)는 인간을 포함한 척추동물에서 발견되는 유전자형이다. MHC는 동물과 인간의 배우자 선택에 기여하는 것으로 생각된다. 성 선택에서 암컷은 자신과 다른 MHC를 가진 짝을 선택하여 자손을 위한 유전자를 최적화한다. 이러한 연구 결과에 대한 "이형접합체 우세"와 "붉은 여왕 가설" 설명은 "병원체 가설"에 속한다. MHC 대립유전자의 병원체에 대한 내성 차이 때문에 MHC 구성이 다른 배우자에 대한 선호도가 감염성 질환을 피하는 메커니즘으로 작용한다고 주장되어 왔다. 이형접합체 우세 가설에 따르면, MHC 유전자형 내 다양성은 숙주에게 이용 가능한 더 넓은 범위의 항원으로 인해 면역 체계에 유익하다. 따라서 이 가설은 MHC 이형접합체가 병원체와 싸우는 데 동형접합체보다 우수할 것이라고 제안한다. 실험 연구는 이 아이디어에 대해 엇갈린 결과를 보여주었다. "붉은 여왕" 또는 "희귀 대립유전자" 가설은 MHC 유전자 다양성이 병원체에 대한 움직이는 표적을 제공하여 병원체가 숙주의 MHC 유전자형에 적응하기 더 어렵게 만든다고 제안한다. 또 다른 가설은 MHC가 다른 배우자를 선호하는 것이 근친교배를 피하는 역할을 할 수 있다고 제안한다.
체취는 MHC 정보를 제공할 수 있다. 냄새가 MHC 유전자에 의해 어떻게 영향을 받는지는 덜 알려져 있지만, 가능한 설명은 미생물군유전체 또는 휘발성 산이 유전자에 의해 영향을 받아 체취에서 감지될 수 있다는 것이다. 암컷 쥐와 인간 모두 MHC가 다른 수컷에 대한 냄새 선호도를 보였다. 연구에 따르면 여성은 MHC 유전자가 다른 남성의 냄새를 선호하는 것으로 나타났다. 한 연구에서 여성들은 남성들이 이틀 밤 동안 입었던 티셔츠 냄새를 맡았을 때 MHC가 다른 남성의 냄새를 더 좋게 평가했다. 또한 여성들은 자신의 MHC와 다른 남성의 냄새를 맡았을 때 현재 또는 이전 파트너를 더 많이 떠올리는 것으로 나타났다. 결혼한 부부를 대상으로 한 연구에서는 배우자 간의 MHC 단상형이 우연히 발생할 확률보다 더 많이 다르다는 사실이 밝혀졌다. 경구 피임약을 복용하면 MHC가 다른 냄새 선호도가 역전되는 것으로 나타났다.

### 여성의 향 선호도와 월경 주기
여성의 체취 선호도는 월경 주기에 따라 변한다. 배란기 변화 가설은 여성이 주기의 낮은 가임기에 비해 높은 가임기에 좋은 유전적 특성을 반영하는 남성에게 즉각적인 성적 매력을 더 강하게 느낀다고 주장한다. 특정 체취는 좋은 유전적 특성을 반영할 수 있으므로, 여성은 가임기에 이러한 향기를 더 선호할 가능성이 높으며, 이는 잠재적인 짝과 자손을 낳을 가능성이 가장 높기 때문이다. 또한, 임신 위험은 남성 대칭의 향기에 대한 선호도와 관련이 있다. 남성 또한 가임기 여성의 향기를 선호한다.
여성은 월경 주기의 가장 가임기 동안 좋은 유전적 특성을 반영하는 여러 가지 향기를 선호한다. 여성은 비가임기보다 월경 주기의 가임기 동안 대칭적인 남성의 향기를 더 선호하며, 에스트로겐은 여성의 대칭 향기에 대한 선호도를 긍정적으로 예측한다. 여성의 남성적인 얼굴 선호도는 가임기가 가장 높을 때 가장 크며, 매력적인 얼굴에 대한 선호도도 마찬가지이다. 주기에서 가장 가임기에 여성이 선호하는 다른 향기는 발달 안정성의 향기이다.
여성이 피임약을 복용하는 경우, 월경 주기 동안의 배우자 냄새 선호도 변화는 나타나지 않는다. 만약 냄새가 인간의 배우자 선택에 역할을 한다면, 피임약은 이종교배 선호도를 방해할 수 있다. 피임약을 복용한 여성은 대칭적이거나 비대칭적인 남성의 향기에 대해 유의미한 선호도를 보이지 않는 반면, 정상적으로 주기가 있는 여성은 대칭적인 남성이 입었던 셔츠의 향기를 선호한다. 남성의 여성 향기 선호도 또한 여성이 경구 피임약을 복용하는 경우 변할 수 있다. 여성이 피임약을 복용하면 정상적으로 배란하는 여성에게서 남성이 매력적으로 느끼는 냄새의 주기적 매력을 없애는 것으로 나타났다. 따라서 피임약은 여성의 향기 선호도에 영향을 미칠 뿐만 아니라 여성 자신의 향기에도 영향을 미쳐, 정상적으로 주기가 있는 여성의 향기보다 남성에게 덜 매력적으로 만든다.

## 같이 보기
- 후각
- 맛
- 향수
- 방향 화합물

## 참고 문헌
- Spengler, John D.; McCarthy, John F; Samet, Jonathan M. (2000). 《Indoor Air Quality Handbook》. New York, NY, USA: McGraw-Hill Professional Publishing. ISBN 978-0-07-445549-4.